# Hôpital Queen Elizabeth (Île-du-Prince-Édouard)
L'Hôpital Queen Elizabeth (QEH) est un hôpital à soins aigus de 274 chambres situé dans Charlottetown, Île-du-Prince-Édouard, Canada et est le plus grand hôpital de la province. Géré par Santé Î.-P.-É., l'hôpital fut ouvert en 1982, causant la fermeture de l'Hôpital de Charlottetown et l'Hôpital de l'Île-du-Prince-Édouard. Il est nommé d'après sa Majesté Élisabeth II.
L'Hôpital est situé dans un grand campus boisé originairement connu sous le nom de Falconwood Farm dans le coin nord-est de la ville, près des banlieues d'East Royalty et Sherwood, en ayant vu sur la rivière Hillsborough. L'Hôpital Hillsborough est un Hôpital psychiatrique situé sur le même campus.

## Services
Le QEH est un établissement de service de santé complet qui donne des services communautaires aux résidents du comté de Queens et est un centre de référence majeure des services spéciaux pour tous les résidents de l'Île-du-Prince-Édouard.
Certains des services que l'hôpital offre : urgence, ambulatoire, chirurgie-chirurgie d'un jour, USI, unité de soins intensifs de cardiologie, obstétrique, infirmier en puériculture-soins intensifs néonatal, pédiatrie, psychiatrie, médecine physique et de réadaptation, pathologie-laboratoire de recherche, radiologie médicale-IRM-tomodensitométrie-médecine nucléaire/mammographie, oncologie, polysomnographie, pneumologie, accident vasculaire cérébral, centre de traitement du cancer, médecine interne-endoscopie-coloscopie-bronchoscopie, services spéciaux (exploration fonctionnelle respiratoire, collecte de sang et ECG-EEG, holter cardiaque).

## Histoire
En 1999, le Centre de traitement de cancer de l'Île-du-Prince-Édouard a ouvert une section à l'Hôpital Queen Elizabeth et fut agrandie en 2003. Au même moment, l'entrée principale de l'hôpital sur Riverside Drive fut amélioré et l'accueil et traitement des urgences fut agrandi. L'ouverture de l'Hôpital Queen Elizabeth en 1982 mis la fin des services à l'avortement dans la province ; une des conditions que l'Église catholique a imposé au gouvernement provincial pour fusionner les deux hôpitaux dans l'Hôpital Queen Elizabeth, que tous les services de l'avortement dans la province furent arrêtés.